# 볼로콜람스카야역
볼로콜람스카야역(러시아어: Волоколамская)은 모스크바 지하철 아르바츠코 포크롭스카야 선의 역이다.

## 역사
볼로콜람스카야 역은 2009년 12월 26일에 개장하였다.